# Emiliano Zapata, La Reforma
Emiliano Zapata är en ort i Mexiko.   Den ligger i kommunen La Reforma och delstaten Oaxaca, i den sydöstra delen av landet, 300 km söder om huvudstaden Mexico City. Emiliano Zapata ligger 856 meter över havet och antalet invånare är 152.
Terrängen runt Emiliano Zapata är huvudsakligen kuperad, men åt nordost är den bergig. Runt Emiliano Zapata är det ganska glesbefolkat, med 26 invånare per kvadratkilometer. Närmaste större samhälle är Villa Nueva, 6,0 km söder om Emiliano Zapata. I omgivningarna runt Emiliano Zapata växer huvudsakligen savannskog.